# Nordische Junioren-Skieuropameisterschaften
Die Nordischen Junioren-Skieuropameisterschaften waren zwischen 1968 und 1976 sowie 1978 von der FIS ausgetragene Junioren-Europameisterschaften in den nordischen Skidisziplinen Skispringen, Skilanglauf und Nordische Kombination. Seit 1979 finden jährlich als Nachfolger die Nordischen Junioren-Skiweltmeisterschaften statt.

## Austragungsorte
| Nr. | Jahr | Ort         |
| --- | ---- | ----------- |
| 1   | 1968 | Prémanon    |
| 2   | 1969 | Bollnäs     |
| 3   | 1970 | Bad Goisern |
| 4   | 1971 | Nesselwang  |
| 5   | 1972 | Tarvis      |
| 6   | 1973 | Kawgolowo   |
| 7   | 1974 | Autrans     |
| 8   | 1975 | Lieto       |
| 9   | 1976 | Liberec     |
| 10  | 1978 | Murau       |